# Paavo Aitio
Paavo Johannes Aitio (* 14. Juli 1918 in Turku, Varsinais-Suomi, Finnland; † 1. Juni 1989 ebenda) war ein finnischer Politiker der Demokratischen Union des Finnischen Volkes (SKDL/DFFF), der von 1951 bis 1977 Abgeordneter des Parlaments und 1962 Präsidentschaftskandidat seiner Partei war. Er war ferner von 1968 bis 1970 Minister für Verkehr und öffentliche Arbeiten, 1970 Verkehrsminister sowie von 1975 bis 1976 Arbeitsminister; anschließend war er von 1977 bis 1985 Gouverneur der Provinz Turku und Pori.

## Leben

### Abgeordneter und Präsidentschaftskandidat 1962
Paavo Johannes Aitio arbeitete nach dem Schulbesuch zwischen 1931 und 1938 als Dreher in der Gießerei und Maschinenfabrik G. E. Nylund in Turku und war danach dort zwischen 1938 und 1951 als Büroassistent, Buchhalter sowie zuletzt als Büroleiter tätig. Er war zunächst Mitglied der Kommunistischen Partei Finnlands SKP/FKP (Suomen Kommunistinen Puolue / Finlands kommunistiska parti) und 1950, 1956 und 1968 Mitglied des Wahlmännergremiums für die Wahl des Präsidenten der Republik Finnland. Am 21. Juli 1951 wurde er für die Demokratische Union des Finnischen Volkes SKDL/DFFF (Suomen Kansan Demokraattinen Liitto / Demokratiska Förbundet för Finlands Folk) erstmals Abgeordneter des Parlaments und vertrat in diesem mehr als 25 Jahre lang bis zum 31. Januar 1977 den damaligen Wahlkreis Turku-Süd. Während seiner Parlamentszugehörigkeit war er Mitglied verschiedener Ausschüsse sowie zwischen dem 10. April 1959 und dem 4. April 1966 Erster Vizepräsident des Parlaments.
Bei der Präsidentschaftswahl 1962 war Aitio Präsidentschaftskandidat seiner Partei. Er erhielt 451.750 Stimmen (20,5 Prozent) und damit 63 Wahlmänner, während auf den amtierenden Präsidenten Urho Kekkonen vom Landbung 1.394.886 Stimmen und 199 Wahlmänner sowie auf den Kandidaten der  Sozialdemokratischen Partei Finnlands (SDP), Rafael Paasio 289.366 Stimmen und damit 37 Wahlmänner entfielen. Er war zudem vom 14. April 1966 bis zum 26. März 1968 Zweiter Vizepräsident des Parlaments. Er hatte eine herausragende Stellung innerhalb der volksdemokratischen Bewegung der Nachkriegszeit und trug aktiv zur Gründung der Volksfrontregierung im Jahr 1966 bei.

### Minister und Provinzgouverneur
Am 22. März 1968 übernahm Paavo Aitio im ersten Kabinett Koivisto das Amt des Ministers für Verkehr und öffentliche Arbeiten und bekleidete dieses bis zum 28. Februar 1970. Danach blieb er zwischen dem 1. März und 14. Mai 1970 noch Verkehrsminister in diesem Kabinett. Später war er zwischen dem 30. November 1975 und dem 29. September 1976 Arbeitsminister im zweiten Kabinett Miettunen.
Am 1. Februar 1977 löste Aitio Sylvi Siltanen als Gouverneur der Provinz Turku und Pori ab und bekleidete dieses Amt bis Pirkko Työläjärvi am 1. September 1985 seine Nachfolgerin wurde. 1980 verlieh ihm die Universität Turku einen Ehrendoktortitel der Politikwissenschaften.